# Kabinett Flandin

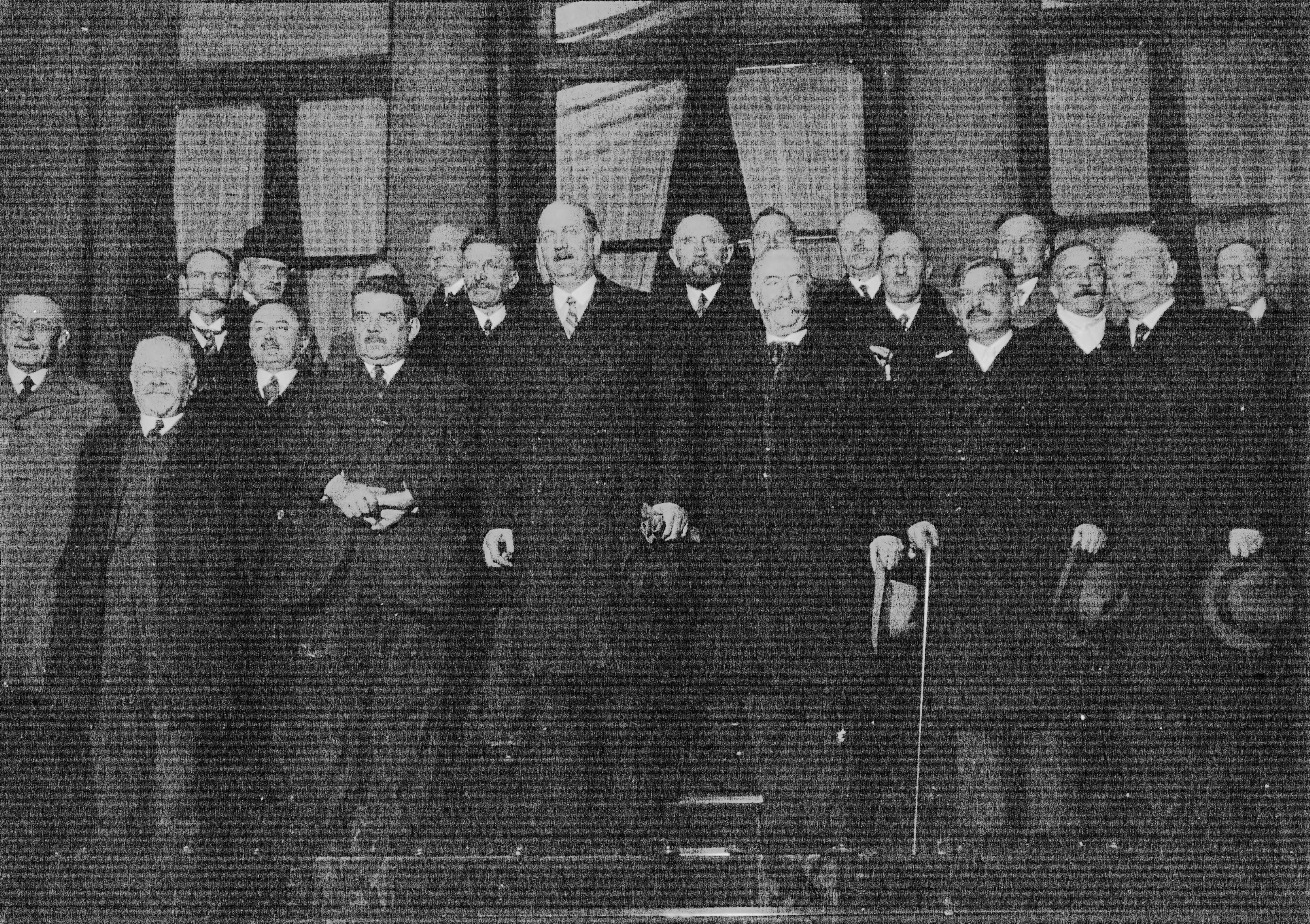
Kabinett Flandin im November 1934

Das Kabinett Flandin war eine Regierung der Dritten Französischen Republik. Es wurde am 8. November 1934 von Premierminister (Président du Conseil) Pierre-Étienne Flandin gebildet und löste das Kabinett Doumergue II ab. Es blieb bis zum 31. Mai 1935 im Amt und wurde vom Kabinett Bouisson abgelöst.
Dem Kabinett gehörten Vertreter folgender Parteien an: Alliance démocratique (AD), Radicaux indépendants (RI), Parti républicain, radical et radical-socialiste (PRRRS) und Fédération républicaine (FR).

## Kabinett
Diese Minister bildeten das Kabinett:
- Premierminister: Pierre-Étienne Flandin (AD)
- Ministre d’Etat: Édouard Herriot (PRRRS)
- Ministre d’Etat: Louis Marin (FR)
- Kriegsminister: Louis Maurin
- Außenminister: Pierre Laval
- Bildungsminister: André Mallarmé[2] (RI)
- Minister des Inneren: Marcel Régnier[3] (PRRRS)
- Justizminister: Georges Pernot[4]
- Landwirtschaftsminister: Émile Cassez[5] (PRRRS)
- Finanzminister: Louis Germain-Martin[6] (RI)
- Minister für öffentliche Arbeiten: Henri Roy[7] (PRRRS)
- Minister für Kolonien: Louis Rollin[8] (AD)
- Minister für Arbeit: Paul Jacquier[9] (PRRRS)
- Minister für Handel und Industrie: Paul Marchandeau (PRRRS)
- Minister für Post, Telegraphie und Telefonie: Georges Mandel
- Minister für öffentliche Gesundheit und Sportunterricht: Henri Queuille (PRRRS)
- Minister für die Kriegsmarine: François Piétri (AD)
- Minister für Renten: Georges Rivollet[10]
- Minister für Luftfahrt: Victor Denain[11]
- Minister für die Handelsmarine: William Bertrand[12] (PRRRS)

### Unterstaatssekretäre
Dem Kabinett gehörten folgende Sous-secrétaires d’État an:
- Premierminister: Pierre Perreau-Pradier[13] (AD)

## Historische Einordnung
Im Januar 1935 unterzeichneten Frankreich und Italien das Französisch-Italienische Abkommen (auch Laval-Mussolini-Pakt genannt). Ebenfalls im Januar entschieden sich die Bewohner des Saargebiets in einem Referendum für den Anschluss an das Deutsche Reich. Mitte April 1935 fand in Italien die Konferenz von Stresa statt. Am 2. Mai 1935 wurde in Paris der Sowjetisch-französische Beistandsvertrag geschlossen.